# Sega Soccer Slam
Sega Soccer Slam è un videogioco sportivo sviluppato da Black Box Games, Visual Concepts e Centerscore e distribuito da SEGA per PlayStation 2, Xbox, Xbox 360 e Nintendo GameCube tra il 2002 e il 2006; nel 2003, è uscito su telefono cellulare come "SEGA Soccer Slam" esclusivamente in Nordamerica.

## Modalità di gioco
Il gioco presenta 4 modalità e i 2 minigiochi.
Il gioco include le seguenti modalità:
- Esibizione: i giocatori possono scegliere l'avversario, la squadra e un'ambientazione (stadio) in cui giocare;
- Pratica: tutorial che il giocatore può scegliere di seguire o meno;
- Torneo: il giocatore può prendere parte a un torneo dalla durata di 5 giorni e in cui ciascuna squadra gioca almeno una volta durante la stessa competizione;
- Sfida: il giocatore crea una squadra personalizzabile e gareggia in una serie di partite per sbloccare due personaggi segreti (non altrimenti sbloccabili) a ogni serie di partite vinta;
- "Quest": il giocatore sceglie una delle 6 squadre iniziali e gareggia in una serie di 10 partite; vincendo, il giocatore può accumulare il denaro necessario per acquistare oggetti e potenziarne altri. Il personaggio può indossare un determinato oggetto che migliora - ed, eventualmente, peggiora - i suoi attributi.

Il gioco include i minigiochi "Hot Potato" e "Brawl": il primo consiste nel calciare una palla esplosiva e passarla agli altri personaggi prima che esploda o verranno persi tutti i punti precedentemente accumulati; l'ultimo, invece, consiste nel raccogliere potenziamenti vari per abbattere gli avversari.

## Accoglienza
| Testata                          | Versione                        | Giudizio |
| -------------------------------- | ------------------------------- | -------- |
| Metacritic (media al 12-06-2020) | GameCube                        | 84/100   |
| Metacritic (media al 12-06-2020) | PS2                             | 66/100   |
| Metacritic (media al 12-06-2020) | Xbox                            | 80/100   |
| GameSpot                         | GameCube, PS2, Xbox, X360, Tell | 8,6/10   |
| IGN                              | Xbox                            | 8,3/10   |
| IGN                              | PS2                             | 6/10     |

Il gioco è stato accolto in maniera generalmente positiva, mantenendosi su voti medio-alti; nonostante ciò, la versione per PlayStation 2 è stata accolta con minore positività.
L'edizione australiana di Kotaku lo ha citato tra i 10 migliori videogiochi di calcio.